# Eduard Rüppell
Wilhelm Peter Eduard Simon Rüppell ur. 20 listopada 1794, zm. 10 grudnia 1884) – niemiecki zoolog i odkrywca. Jest najlepiej znany ze swoich zbiorów i opisów roślin oraz zwierząt z Afryki i Arabii.